# L'emperador i l'assassí
L'emperador i l'assassí, (en pinyin, Jīng Kē Cì Qín Wáng; en xinès tradicional 荊軻刺秦王; en xinès simplificat 荆轲刺秦王), també coneguda com a El primer emperador, és una pel·lícula dramàtica xinesa de 1998 inspirada en l'intent d'assassinat de Jing Ke contra l'emperador Qin Shi Huang l'any 227 aC La cinta va ser dirigida per Chen Kaige i protagonitzada per Gong Li, Zhang Fengyi, Li Xuejian i Zhou Xun. Va ser ben rebuda per l'audiència i la crítica especialitzada i va guanyar el Gran Premi Tècnic en el Festival Internacional de Cinema de Cannes el 1999. En el seu moment va ser la pel·lícula més costosa produïda a la Xina, amb un pressupost aproximat de vint milions de dòlars.

## Sinopsi
La pel·lícula cobreix gran part de la carrera de Qin Shi Huang, recordant les seves primeres experiències com a ostatge i presagiant el seu domini sobre Xina. El representa essencialment com un idealista que busca imposar la pau o una unitat al món malgrat diverses traïcions i pèrdues. La seva història consta de tres incidents principals: l'intent d'assassinat a mans de Jing Ke l'any 227 aC; el rumor (fictici) que un ministre principal l'havia engendrat abans de convertir-se en la reina vídua; i la història d'un oficial que va tenir fills de la pròpia reina vídua. El primer incident és el punt culminant de la pel·lícula, amb escenes anteriors que ho anticipen; els altres dos incidents ocorren entre la gènesi fictícia i la manifestació històrica del primer.
En la pel·lícula, Qin Shi Huang envia la seva concubina Lady Zhao a l'estat de Yan com a espia per reclutar un assassí que intentés matar-lo, amb la intenció d'usar-lo com a casus belli per iniciar una guerra contra Yan. Lady Zhao el persuadeix perquè dugui a terme l'assassinat. Després d'assabentar-se de la massacre de Qin Shi Huang contra els nens en el seu estat natal de Zhao, Lady Zhao desitja realment l'assassinat. L'intent fracassa, però Qin Shi Huang mostra la seva fúria quan els seus associats no intenten detenir l'assassí i es veu obligat a matar el propi Jing Ke. S'entristeix encara més quan Lady Zhao torna a Qin només per recuperar el cos de Jing Ke i poder-li donar un bon enterrament.

## Repartiment

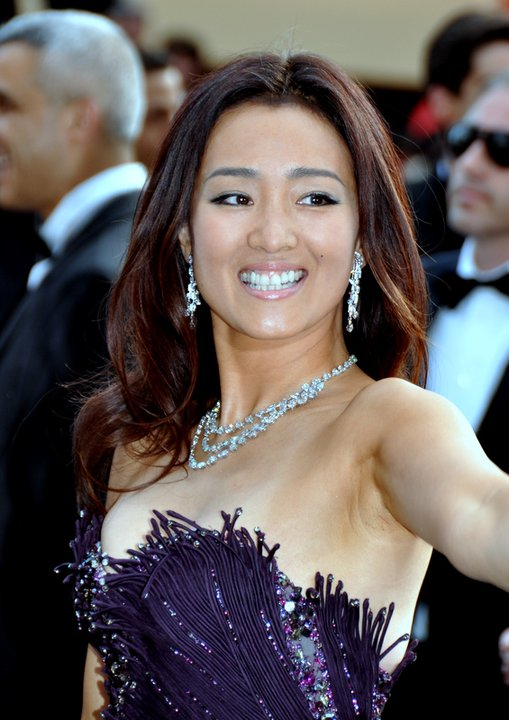
L'estrella del cinema xinès Gong Li va interpretar el paper de Lady Zhao, concubina de Qin Shi Huang.

- Gong Li és Lady Zhao
- Zhang Fengyi és Jing Ke
- Li Xuejian és Ying Zheng
- Gu Yongfei és la reina Dowager
- Wang Zhiwen és Lao Ai
- Lü Xiaohe és Fan Yuqi
- Sun Zhou és Dan de Yan
- Chen Kaige és Lü Buwei
- Pa Changjiang és l'oficial de la presó
- Zhou Xun és la noia cega
- Cong Zhijun és el vell oficial
- Li Longyin és l'amo de la tenda
- Li Qiang és el missatger d'Han
- Zhao Benshan és Gao Jianli
- Ding Haifeng és Qin Wuyang
- Li Hongtao és Li Si
- Wei Chao és Doujiyan

## Recepció
L'emperador i l'assassí va guanyar el Gran Premi Tècnic en el Festival de Cans de 1999 i va competir per la Palma d'Or. Zhao Fei va obtenir el premi Golden Rooster en 1999 per la millor fotografia. El director Chen Kaige va assenyalar en l'estrena de la pel·lícula en el Festival de Cinema de Cannes que esperava que L'emperador i l'assassí tingués rellevància i un impacte positiu en els esdeveniments de l'època, en particular en les Guerres iugoslaves.
La pel·lícula en general va ser ben rebuda per la crítica i l'audiència. En el lloc Rotten Tomatoes compta amb un percentatge d'aprovació del 81 %, amb una mitjana de 3,7 sobre 5. Michael Dequina de The Movie Report es va referir a la cinta de la següent manera: «És difícil argumentar contra un enfocament tan melodramàtic quan es crea una emoció tan palpable i inquietant». Jeffrey M. Anderson de Combustible Celluloid va afirmar: «Chen fusiona detalls delicats i política per fer que tot cobri vida i sembli rellevant».